# Rok 2030
Rok 2030 (ang. 2030 CE, 2002–2003) – kanadyjski serial przygodowy science-fiction stworzony przez Angelę Bruce, Dennisa Foona i Yana Moore. Wyprodukowany przez Angela Bruce Productions, Buffalo Gal Pictures, Yan Moore Productions Ltd., Minds Eye Entertainment i Minds Eye International.
Jego światowa premiera odbyła się 6 lutego 2002 roku na kanale YTV. Ostatni odcinek został wyemitowany 3 kwietnia 2003 roku. W Polsce serial nadawany był na kanale TVP1.

## Obsada
- Corey Sevier jako Hart Greyson
- Tatiana Maslany jako Rome Greyson
- Neil Denis jako Robby Drake
- Jessica Lucas jako Jakki Kaan
- Elyse Levesque jako doktor Maxine Rich
- Curtis Harrison jako Zeus
- Skye O.J. Kneller jako Quixote

## Spis odcinków
| N/o            | Tytuł polski      | Tytuł angielski                          |
| -------------- | ----------------- | ---------------------------------------- |
|                |                   |                                          |
| SERIA PIERWSZA |                   |                                          |
|                |                   |                                          |
| 01             |                   | Happy Destiny Day                        |
|                |                   |                                          |
| 02             |                   | Ch-Ch-Ch-Changes                         |
|                |                   |                                          |
| 03             |                   | First Assignmeny                         |
|                |                   |                                          |
| 04             |                   | Cat and Mouse                            |
|                |                   |                                          |
| 05             |                   | The Lord Helps Those Who Help Themselves |
|                |                   |                                          |
| 06             |                   | Free Jake                                |
|                |                   |                                          |
| 07             | Dziwne lekarstwo  | Strange Medicine                         |
|                |                   |                                          |
| 08             |                   | The Whole Truth                          |
|                |                   |                                          |
| 09             |                   | Do You Know who Your Friends Are?        |
|                |                   |                                          |
| 10             | Żywa przynęta?    | Live Bait                                |
|                |                   |                                          |
| 11             | Sąd i kara?       | Trial and Punishment                     |
|                |                   |                                          |
| 12             | W jaskini lwa     | Into the Lion's Lair                     |
|                |                   |                                          |
| 13             |                   | Plan B                                   |
|                |                   |                                          |
| SERIA DRUGA    |                   |                                          |
|                |                   |                                          |
| 14             | Gdzie jest Robby? | Where's Robby?                           |
|                |                   |                                          |
| 15             | Uwolnić Robby'ego | Free Robby                               |
|                |                   |                                          |
| 16             | Doktor Susik      | The Defector                             |
|                |                   |                                          |
| 17             |                   | Get Victor                               |
|                |                   |                                          |
| 18             |                   | The Ghost                                |
|                |                   |                                          |
| 19             |                   | The One That Got Away                    |
|                |                   |                                          |
| 20             |                   | Blood and Ice                            |
|                |                   |                                          |
| 21             |                   | Faint Hope Clause                        |
|                |                   |                                          |
| 22             |                   | The Saboteur                             |
|                |                   |                                          |
| 23             | Więźniowe         | Prisoners                                |
|                |                   |                                          |
| 24             |                   | Batteries Not Included                   |
|                |                   |                                          |
| 25             |                   | Endgame                                  |
|                |                   |                                          |
| 26             |                   | Reunion                                  |
|                |                   |                                          |